# Dungeon ni Deai o Motomeru no wa Machigatteiru Darō ka
Dungeon ni Deai o Motomeru no wa Machigatteiru Darō ka (ダンジョンに出会いを求めるのは間違っているだろうか lit. ¿Está mal querer tener un encuentro en una mazmorra??), también conocido como ¿Está mal seducir chicas en un calabozo? o  ¿Qué tiene de malo intentar ligar en una mazmorra? y varias veces abreviado como DanMachi (ダンまち?), es una serie de novelas ligeras escritas por Fujino Ōmori e ilustradas por Suzuhito Yasuda. SB Creative ha publicado veinte volúmenes desde enero de 2013 bajo el sello de GA Bunko. Ha recibido una serie de spin-offs de la novela ligera y tres adaptaciones al manga. Una adaptación al anime, a cargo del estudio J.C.Staff, salió al aire desde el 4 de abril hasta el 27 de junio de 2015.
Ha sido la novela ligera más votada por los fanes en los premios Sugoi Japan Awards de la edición de 2016. En estos premios, los fanáticos deciden qué anime, manga, novela es la más indicada para ser comercializada en el mercado internacional.

## Aspectos de la obra

### Argumento
La historia sigue a Bell Cranel, un aventurero solitario de 14 años sirviendo a la diosa Hestia. Como el único miembro de la Familia Hestia, Bell trabaja duro cada día en el Dungeon con el fin de buscar mejorarse a sí mismo. El admira a Aiz Wallenstein, una famosa y poderosa espadachín que una vez le salvó la vida, haciendo que este se enamore de ella. Bell no se ha dado cuenta de que muchas otras chicas, deidades y mortales por igual, también han desarrollado sentimientos hacia él; más notablemente la misma Hestia, a la vez que el gana aliados y se mejora él mismo con cada nuevo desafío que enfrenta.

## Personajes
Bell Cranel (ベル・クラネル Beru Kuraneru?)
 Seiyū: Yoshitsugu Matsuoka, Bryson Baugus (Inglés), Diego Santos (Español Latino)
Cranel es un aventurero solitario novato y miembro de la Familia Hestia. Las secciones de capítulos de novelas ligeras a menudo alternan entre su narrativa y una perspectiva en tercera persona. Tiene cabello blanco y ojos rojos y su arma es un par de dagas. Bell es el único propietario de la rara habilidad llamada Liaris Freese, que acelera su crecimiento y desarrollo en función de la fuerza y la estabilidad de sus sentimientos, pero también atrae el interés de aquellos que sienten curiosidad por el secreto detrás de ella, ya que creció rápidamente desde el nivel 1. al nivel 2, y luego al nivel 3, luego al nivel 4 en el lapso de solo unos pocos meses. Cuando obtuvo el nivel 2, ganó otra habilidad... Argonauta. Esta habilidad le permite potenciar enormemente sus ataques en situaciones críticas, nacido de su deseo de convertirse en héroe. Aspira a volverse tan fuerte como Ais porque no siente que sea digno de confesarle sus sentimientos hasta que lo haga. Esto lo lleva a huir instintivamente cada vez que la encuentra, hasta que se hacen amigos. Su sueño es tener un encuentro casual con una chica y convertirse en un héroe como en las historias que escuchó de su abuelo, quien luego se revela como el mismísimo dios Zeus. Él es consciente de que otras chicas también se sienten atraídas por él, pero no corresponde en absoluto a sus sentimientos y solo considera a Ais como su verdadera compañera. Después de los eventos con Wiene, se vuelve rechazado y considerado un traidor a los ojos de Orario por proteger a los Xenos de la extinción. Mientras trabaja para ayudarlos, se enfrenta a su oponente más letal, la chica que más admira. Es el portador principal del Cuchillo Hestia (valor 200,000,000 valis  ). Esta arma es un arma viviente hecha por Hephaestus como un favor a Hestia para ayudar a Bell a crecer y se volverá más poderoso a medida que lo haga. En manos de alguien que no sea de la Familia, el cuchillo es inútil, pero Mikoto pudo localizarlo usando su habilidad ya que es parte de la Familia y puede usarlo para escapar del complejo de Ishtar.  Actualmente alcanzó el nivel 5 durante la mitad del Juego de Guerra contra la Familia Freya. Su apodo es Pequeño Novato (未完の少年, Ritoru Rūkī ), aunque algunos también lo llaman el conejo vorpal (en referencia a una criatura excepcionalmente letal en los 30 inferiores de la Mazmorra que, aunque pequeña y rápida, puede acabar incluso con los aventureros más duros). A partir de su ascensión al nivel 4, su alias cambió y ahora se conoce como Rabbit Foot (白兎の脚, Rabitto Futto ).
Hestia (ヘスティア Hesutia?)
 Seiyū: Inori Minase, Luci Christian (Inglés), Lucía Suárez (Español Latino)
Hestia es una diosa y la deidad residente de Bell, a cargo de cuidar el desarrollo de Bell como aventurero. Está se pone demasiado celosa de la participación de Bell en los asuntos de otras chicas, especialmente con Ais, pero todavía está enamorada de él, dedicada a protegerlo y ayudarlo con su crecimiento, incluso después de enterarse de que él solo la ve como una familia. Ella y Bell viven en una habitación debajo de una iglesia abandonada y ella trabaja a tiempo parcial para el Gremio como oficinista, además de que también trabaja en algunos puestos de comida para ayudar a Bell con los gastos diarios, hasta que se mudó al antiguo palacio de la Familia Apollon al derrotarlos en el Juego de Guerra y reclamar todos sus activos. Es cautelosa sobre lo que podría suceder si se revelara al mundo la existencia del rasgo especial de Bell, lo mantiene en secreto para todos los demás, incluido Bell, hasta que lo comparte con los otros miembros de su Familia cuando se le pregunta al respecto, también se sabe que muchas deidades le han puesto de apodo "Loli tetona" a Hestia, lo que en ocasiones llega al punto de molestarla.
Ais Wallenstein (アイズ・ヴァレンシュタイン Aizu Varenshutain?)
 Seiyū: Saori Ōnishi, Shelley Calene Black (Inglés), Ariela Yuri (Español Latino)
Wallenstein es una bella y poderosa espadachina de la Familia Loki. Conocida como la Princesa de la espada, es una aventurera de nivel 5 que ha matado a más de mil monstruos y ha rechazado a otros tantos pretendientes. Finalmente alcanzó el nivel 6 después de derrotar al jefe del piso 37, Monster Rex, convirtiéndola en la cuarta aventurera de nivel 6 en la Familia de Loki junto a Finn, Riveria y Gareth. Ella tiene cabello rubio y ojos dorados. Bell la conoce por primera vez en el Dungeon cuando ella lo salva de un Minotauro que escapó de su grupo y huyó a los niveles superiores. Aunque generalmente muestra una personalidad tranquila y sin emociones, conoce a Bell y lo ha defendido de sus compañeros, quienes bromean sobre su ineptitud durante el incidente del Minotauro. Después de tener una conversación adecuada con Bell, Ais parece haber desarrollado un interés por él, lo ayuda con su entrenamiento, pero siente curiosidad por la rapidez con la que se desarrolla. Ella puede usar magia de viento para permitirle pelear en 3 dimensiones. Ais es el personaje principal de la serie de historias paralelas Sword Oratoria, que se centra en sus aventuras con Loki Famillia, incluye un poco de su historia, al mismo tiempo que muestra los eventos de la serie principal a través de su propio punto de vista.
Ryū Lion (リュー・リオン Ryū Rion?)
 Seiyū: Saori Hayami, Genevieve Simmons (inglés), Rae Bael (Español Latino)
Es una mesera elfa en Hostess of Fertility y amiga de Syr, quien la apoya con su enamoramiento por Bell, ocasionalmente ayudándolo a él y a la Familia Hestia por su bien (que la consideraba un miembro no oficial). Apodado Gale (疾風Shippū), ella era una aventurera de nivel 4 de la Familia Astraea, hasta que su Familia fue emboscada en el Dungeon por una Familia rival y todas las compañeras de Ryū fueron asesinadas, quedando ella como única sobreviviente. Ryū vengó a sus últimos camaradas al destruir a la familia rival usando todos los medios que pudo, incluidas trampas y asesinatos, aunque como resultado de sus acciones, el gremio la incluyó en la lista negra, lo que le impidió subir de nivel (aunque al mismo tiempo acabó con el reinado oscuro de Evilus en Orario). A pesar de esto, Mia la acogió. Ella comienza a enamorarse de Bell después de su viaje de supervivencia juntos en el piso 37 mientras se enfrenta al monstruoso Juggernaut una vez más, dándole la oportunidad de vengar a sus camaradas de una vez por todas. Ryū es el personaje principal de su propia serie de historias secundarias Familia Chronicle Episode Ryū y Astrea Record que brinda más detalles sobre su pasado y otras aventuras con Astrea Famillia y la Anfitriona de la Fertilidad.
Freya (フレイヤ Fureiya?)/Syr Flover (シル・フローヴァ Shiru Furōvua?)
 Seiyū: Yōko Hikasa, Shizuka Ishigami (Syr Flover), Patricia Duran, Juliet Simmons (Syr Flover) (Inglés), Nati Valdebenito, Ailén Campos Hee (Syr Flover) (Español Latino)
Es la líder de la Familia Freya y la principal antagonista de la primera mitad de la historia. Ella es la Diosa de la Belleza que actualmente encabeza la familia más fuerte de Orario. Ella siente el gran potencial de Bell y planea hacerlo suyo. Más tarde se reveló que se hizo pasar por Syr Flover todo el tiempo como una forma de acercarse a Bell. A medida que su amor por Bell se volvió demasiado obsesivo (seguido por su rechazo de su confesión de amor en su personaje de Syr), finalmente decidió dejar que su egoísmo se hiciera cargo y atacó a su Familia, lo secuestró y encantó a todo Orario para poder tenerlo sin obstáculos.

## Media

### Novela ligera
Fujino Ōmori escribió la historia para la cuarta entrega de los Premios GA Bunko, el cual ganó y recibió una oferta de publicación. El primer volumen de la novela fue publicado el 15 de enero de 2013. Hasta el 15 de diciembre de 2024, veinte volúmenes han sido publicados. La serie ha vendido un estimado de más de 1.500.000 copias. La novela clasificó en la posición número 4 en el libro guía de novelas ligeras anual de Takajimasha, el Kono Light Novel ga Sugoi! de 2014.
Un gaiden titulado Dungeon ni Deai wo Motomeru no wa Machigatteiru Darō ka Gaiden: Sword Oratoria (ダンジョンに出会いを求めるのは間違っているだろうか外伝 ソード・オラトリア Danjon ni Deai o Motomeru no wa Machigatteiru Darō ka Gaiden: Sōdo Oratoria?), escrito por Fujino Ōmori con ilustraciones de Kiyotaka Haimura basándose en los diseños de Yasuda fue publicado el 15 de enero de 2014. Quince volúmenes han sido publicados hasta la fecha. Esta serie tiene a Aiz Wallenstein como protagonista.

#### Volúmenes

##### Dungeon ni Deai wo Motomeru no wa Machigatteiru Darō ka
| #  | Fecha de publicación Japonesa | ISBN Japonesa          | Fecha de publicación Inglesa | ISBN Inglesa           |
| -- | ----------------------------- | ---------------------- | ---------------------------- | ---------------------- |
| 1  | 15 de enero de 2013           | ISBN 978-4-7973-7280-9 | 16 de diciembre de 2014      | ISBN 978-0-316-33915-5 |
| 2  | 15 de febrero de 2013         | ISBN 978-4-7973-7307-3 | 21 de abril de 2015          | ISBN 978-0-316-34014-4 |
| 3  | 15 de mayo de 2013            | ISBN 978-4-7973-7362-2 | 18 de agosto de 2015         | ISBN 978-0-316-34015-1 |
| 4  | 14 de diciembre de 2013       | ISBN 978-4-7973-7514-5 | 15 de diciembre de 2015      | ISBN 978-0-316-34016-8 |
| 5  | 15 de mayo de 2014            | ISBN 978-4-7973-7714-9 | 19 de abril de 2016          | ISBN 978-0-316-31479-4 |
| 6  | 14 de noviembre de 2014       | ISBN 978-4-7973-8058-3 | 30 de agosto de 2016         | ISBN 978-0-316-39416-1 |
| 7  | 14 de abril de 2015           | ISBN 978-4-7973-8311-9 | 20 de diciembre de 2016      | ISBN 978-0-316-39417-8 |
| 8  | 13 de junio de 2015           | ISBN 978-4-7973-8314-0 | 18 de abril de 2017          | ISBN 978-0-316-39418-5 |
| 9  | 12 de septiembre de 2015      | ISBN 978-4-7973-8500-7 | 19 de septiembre de 2017     | ISBN 978-0-316-56264-5 |
| 10 | 14 de mayo de 2016            | ISBN 978-4-7973-8677-6 | 12 de diciembre de 2017      | ISBN 978-0-316-44245-9 |
| 11 | 14 de octubre de 2016         | ISBN 978-4-7973-8812-1 | 12 de junio de 2018          | ISBN 978-0-316-44247-3 |
| 12 | 24 de mayo de 2017            | ISBN 978-4-7973-9280-7 | 30 de octubre de 2018        | ISBN 978-1-975-35478-7 |
| 13 | 15 de febrero de 2018         | ISBN 978-4-7973-9356-9 | 19 de marzo de 2019          | ISBN 978-1-975-32819-1 |
| 14 | 15 de diciembre de 2018       | ISBN 978-4-7973-9620-1 | 31 de diciembre de 2019      | ISBN 978-1-975-38501-9 |
| 15 | 15 de junio de 2019           | ISBN 978-4-7973-9622-5 | 1 de diciembre de 2020       | ISBN 978-1-975-31610-5 |
| 16 | 14 de octubre de 2020         | ISBN 978-4-8156-0756-2 | 27 de julio de 2021          | ISBN 978-1-9753-3351-5 |
| 17 | 22 de abril de 2021           | ISBN 978-4-8156-0981-8 | 6 de septiembre de 2022      | ISBN 978-1-9753-4565-5 |
| 18 | 24 de enero de 2023           | ISBN 978-4-8156-1371-6 | 12 de diciembre de 2023      | ISBN 978-1-9753-7391-7 |
| 19 | 15 de septiembre de 2023      | ISBN 978-4-8156-1970-1 | 20 de agosto de 2024         | ISBN 978-1-9753-9340-3 |
| 20 | 15 de diciembre de 2024       | ISBN 978-4-8156-2869-7 | -                            | -                      |
| 21 | 11 de octubre de 2025         | ISBN 978-4-8156-3294-6 | -                            | -                      |

##### Dungeon ni Deai wo Motomeru no wa Machigatteiru Darō ka Gaiden: Sword Oratoria
| #  | Fecha de publicación    | ISBN                   |
| -- | ----------------------- | ---------------------- |
| 1  | 15 de enero de 2014     | ISBN 978-4-7973-7553-4 |
| 2  | 13 de junio de 2014     | ISBN 978-4-7973-7716-3 |
| 3  | 15 de diciembre de 2014 | ISBN 978-4-7973-8203-7 |
| 4  | 15 de mayo de 2015      | ISBN 978-4-7973-8312-6 |
| 5  | 14 de octubre de 2015   | ISBN 978-4-7973-8508-3 |
| 6  | 15 de junio de 2016     | ISBN 978-4-7973-8846-6 |
| 7  | 15 de diciembre de 2016 | ISBN 978-4-7973-8934-0 |
| 8  | 15 de abril de 2017     | ISBN 978-4-7973-9234-0 |
| 9  | 15 de junio de 2017     | ISBN 978-4-7973-9281-4 |
| 10 | 15 de mayo de 2018      | ISBN 978-4-7973-9460-3 |
| 11 | 15 de enero de 2019     | ISBN 978-4-8156-0026-6 |
| 12 | 12 de julio de 2019     | ISBN 978-4-8156-0264-2 |
| 13 | 15 de febrero de 2023   | ISBN 978-4-8156-0982-5 |
| 14 | 15 de marzo de 2023     | ISBN 978-4-8156-1434-8 |
| 15 | 12 de enero de 2025     | ISBN 978-4-8156-2870-3 |
| 16 | 11 de octubre de 2025   | ISBN 978-4-8156-3296-0 |

### Manga
Una adaptación al manga con ilustraciones de Kunieda comenzó a serializarse en la Young Gangan de Square Enix el 2 de agosto de 2013 y, hasta la fecha, ha sido recopilado en dieciséis volúmenes tankōbon. También se ha adaptado al manga el gaiden, Dungeon ni Deai wo Motomeru no wa Machigatteiru Darō ka Gaiden: Sword Oratoria, con ilustraciones por Takashi Yagi, el mismo comenzó a serializarse en la Gangan Joker el 22 de mayo de 2014. Su publicación finalizó el 22 de julio de 2025, con un total de treinta y uno volúmenes.
Un yonkoma titulado Dungeon ni Deai o Motomeru no wa Machigatteiru Darō ka 4-koma: Kamisama no Nichijō (ダンジョンに出会いを求めるのは間違っているだろうか4コマ【神様の日常】?) por Masaya Takamura comenzó su serialización en la Gangan Online de Square Enix el 14 de agosto de 2014.
Volúmenes
| #  | Fecha de publicación     | ISBN                   |
| -- | ------------------------ | ---------------------- |
| 1  | 13 de diciembre de 2013  | ISBN 978-4-7575-4166-5 |
| 2  | 14 de mayo de 2014       | ISBN 978-4-7575-4304-1 |
| 3  | 13 de noviembre de 2014  | ISBN 978-4-7575-4464-2 |
| 4  | 25 de marzo de 2015      | ISBN 978-4-7575-4592-2 |
| 5  | 25 de junio de 2015      | ISBN 978-4-7575-4673-8 |
| 6  | 25 de marzo de 2016      | ISBN 978-4-7575-4925-8 |
| 7  | 13 de octubre de 2016    | ISBN 978-4-7575-5120-6 |
| 8  | 25 de marzo de 2017      | ISBN 978-4-7575-5287-6 |
| 9  | 25 de septiembre de 2017 | ISBN 978-4-7575-5368-2 |
| 10 | 25 de junio de 2018      | ISBN 978-4-7575-5763-5 |

### Anime
Una adaptación al anime producida por J.C.Staff comenzó al 3 de abril de 2015. El opening es «Hey World», interpretado por Yuka Iguchi y el ending es «RIGHT LIGHT RISE» interpretado por Kanon Wakeshima.
Se anunció una  tercera temporada, titulada Dungeon ni Deai o Motomeru no wa Machigatteiru Darō ka III (Is It Wrong to Try Up Pick Up Girls in a Dungeon? III), se estrenará en Japón en el verano de 2019. La serie también está recibiendo un video animado original (OVA) que se envía a Japón el 29 de enero de 2020.